# Morimoto Junzaburō
Morimoto Junzaburō (japanisch 森本 順三郎; Lebensdaten unbekannt) war ein japanischer Verleger (地本問屋, Jihon-doiya oder Jihon-donya) von Farbholzschnitten (錦絵, nishiki-e), der vom späten Edo-Zeitalter bis in die Taishō-Zeit tätig war.

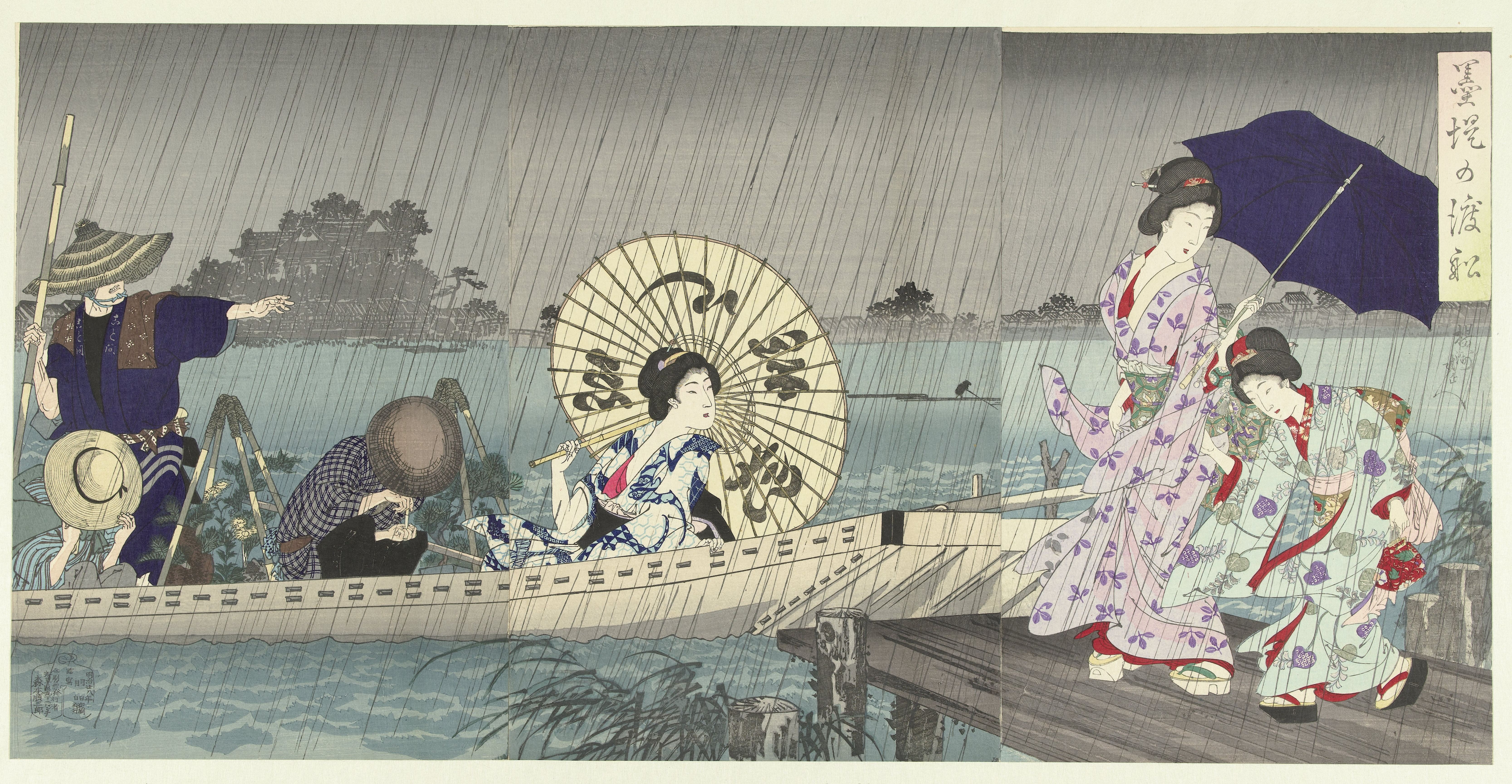
Yōshū Chikanobu: Bokutei no watashibune (Die Fähre am Sumida-Damm) 1895, Ōban-Triptychon (publiziert durch Morimoto Junzaburō)

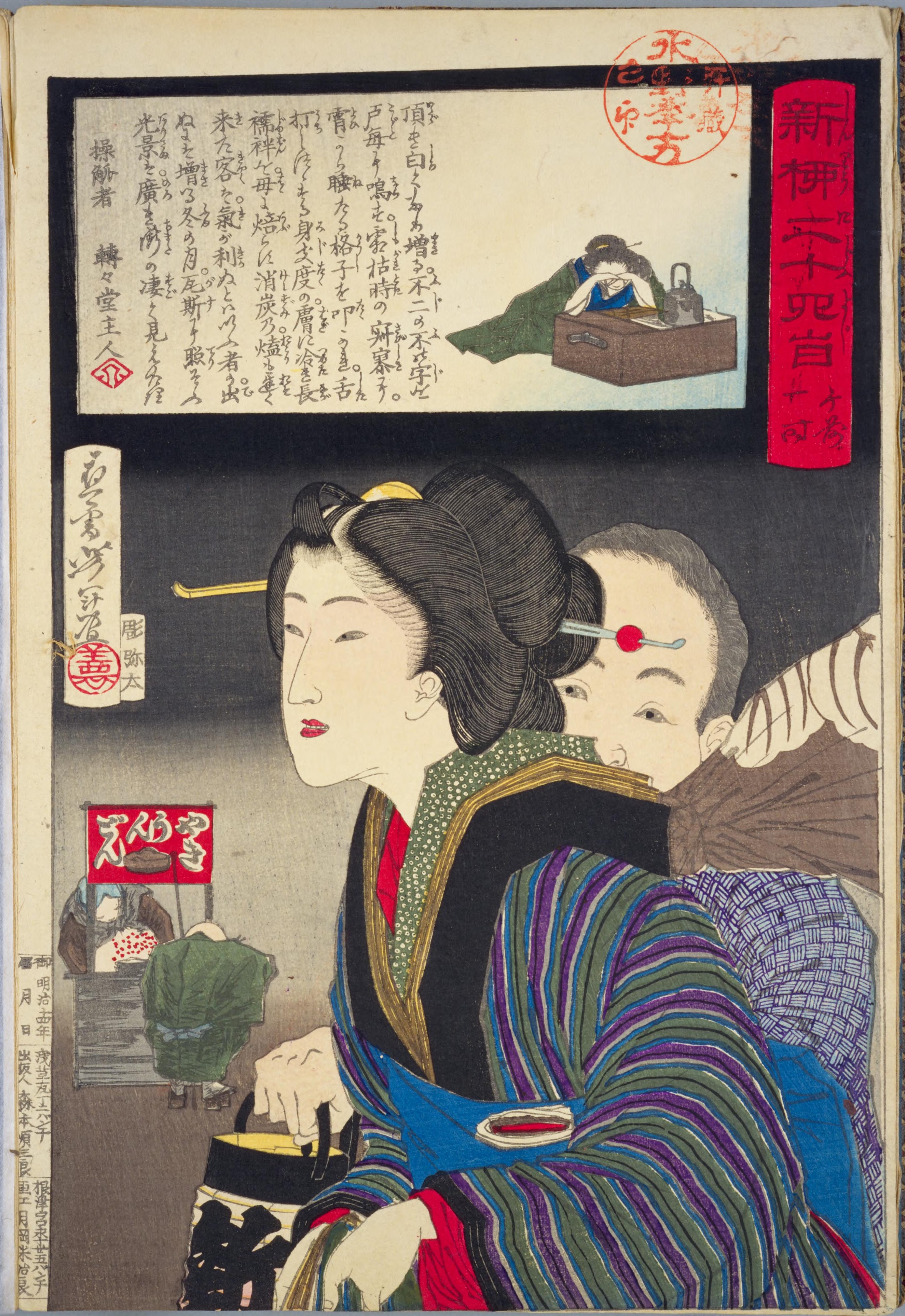
Tsukioka Yoshitoshi: Gozen ichiji (1 Uhr nachts) aus der Serie Shin Yanagi nijū yo-ji (24 Stunden in Shin-Yanagi) 1880, Ōban (publiziert durch Morimoto Junzaburō)

## Leben
Morimoto Junzaburō führte den Verlagsnamen Entaidō (円泰堂) und begann mit seiner Tätigkeit im Jahr 1863. Er betrieb sein Verlagshaus an der Adresse Asakusa-ku, Kawara-chō, 2-banchi (浅草区瓦町2番地) im Stadtteil Asakusa in Tōkyō. In seiner aktiven Zeit publizierte er unter anderem Werke von Tsukioka Yoshitoshi (月岡芳年), Utagawa Yoshitora (歌川芳虎), Utagawa Hiroshige II (2代歌川広重), Utagawa Hiroshige III (3代目歌川広重), Toyohara Kunichika (豊原国周), Yōshū Chikanobu (楊洲周延) und Yōsai Nobukazu (楊斎延一). Von 1893 bis 1894 war er Vorsitzender des Holzschnittverleger-Verbandes Tōkyō chihon hori-e eigyō kumiai (東京地本彫画営業組合), der Interessenvertretung der Farbholzschnittverleger in Tōkyō.

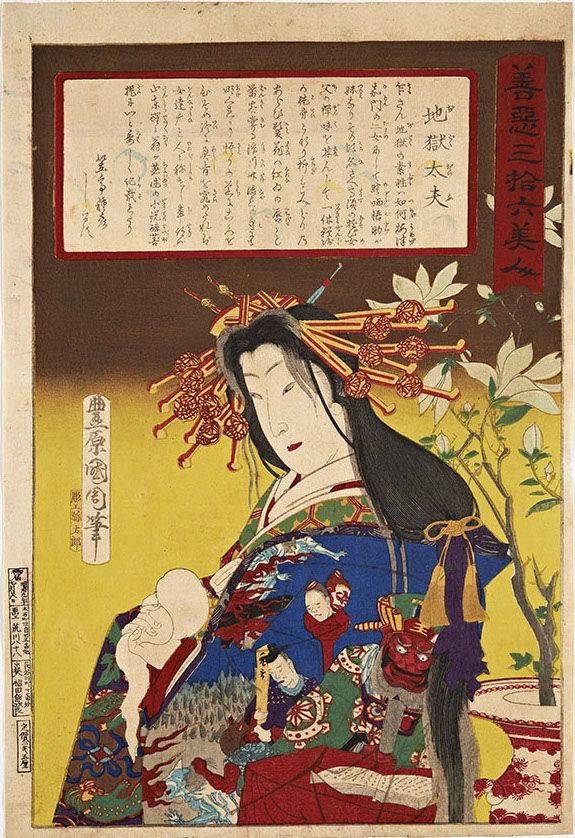
Toyohara Kunichika: Jigoku Dayū (Kurtisane der Hölle) aus der Serie Zen’aku sanjūroku bijin (36 schöne Frauen zwischen Gut und Böse) 1876, Ōban (publiziert durch Morimoto Junzaburō)

## Werke (Auswahl)
- Utagawa Hiroshige II: Suehiro gojūsan tsugi (末広五十三次; Die 53 Stationen der Tōkaidō in Fächerform), 1965, Serie von Ōban, Soroimono mit ca. 53 Teilen[1]
- Utagawa Hiroshige III: Yokohama kakukoku shōkan shinzū (横浜各国商館真図; Wahrheitsgetreues Bild der ausländischen Handelsniederlassung in Yokohama), 1872, Ōban-Triptychon[2]
- Toyohara Kunichika: Ōshū Adachigahara (奥州安達原; Adachigahara in der Provinz Ōshū) 1873, Ōban-Triptychon[3]
- Toyohara Kunichika: Zen’aku sanjūroku bijin (善悪三拾六美人; 36 schöne Frauen zwischen Gut und Böse) 1876, Serie von Ōban, Soroimono mit ca. 36 Teilen
- Utagawa Yoshitora: Shinshū Kawanakajima ryōshō jikisen no zu (信州川中島両将直戦之図; Direktes Duell der beiden Heerführer in Kawanakajima, Provinz Shinshū) 1877, Ōban-Triptychon[4]
- Tsukioka Yoshitoshi: Kagoshima seitō kibun: Tsuki (鹿児島征討紀聞 月; Bericht über die Strafexpedition nach Kagoshima: Der Mond) 1877, Ōban-Triptychon[5]
- Tsukioka Yoshitoshi: Dai-Nippon shiryaku zukai: Dai 91-dai Kameyama Tennō (大日本史略図会 第九十一代亀山天皇; Illustrierte Kurzgeschichte Japans: Der 91. Kaiser Kameyama) 1879, Ōban-Triptychon[6]
- Tsukioka Yoshitoshi: Shin Yanagi nijūyoji (新柳二十四時; 24 Stunden in Shin-Yanagi) 1880, Serie von Ōban, Soroimono mit 24 Teilen[7]
- Yōshū Chikanobu: Yamato fūzoku kōen no yuki (倭風俗公園の雪; Japanische Sitten und Gebräuche – Schnee im Park) 1892, Ōban-Triptychon[8]
- Yōsai Nobukazu: Chōsen Ōjō Daiin-kun sanden no zu (朝鮮王城大院君参殿ノ図; Der Großfürst besucht den Königspalast in Korea) 1894, Ōban-Triptychon[9]

## Normdaten
| Personendaten    | Personendaten                |
| ---------------- | ---------------------------- |
| NAME             | Morimoto, Junzaburō          |
| KURZBESCHREIBUNG | japanischer Ukiyo-e-Verleger |
| GEBURTSDATUM     | 19. Jahrhundert              |
| STERBEDATUM      | 20. Jahrhundert              |